# Littorina
Littorina (w języku polskim pobrzeżka, brzegówka lub litoryna) – rodzaj niedużych ślimaków morskich o typowym wyglądzie. Bardziej odporne na wysłodzenie gatunki pobrzeżek zamieszkują również Bałtyk. Nie sięgają jednak na teren Polski, docierając jedynie do wybrzeży wyspy Rugii. Dalej na północ pobrzeżka osiąga wschodni brzeg Bornholmu.
Muszle pobrzeżek są stożkowato-kulistawe, przypominające muszle słodkowodnych żyworódek, lecz grubościenne. Wyposażone są w wieczko. Długość ich rzadko przewyższa 2 cm. Pobrzeżki zasiedlają strefy pływów i oprysku u brzegów prawie wszystkich mórz (niektóre gatunki spotyka się również w sublitoralu). Bytują na twardym podłożu, zarówno skalistym lub kamienistym, jak i na pniach oraz korzeniach w lasach namorzynowych. Roślinożerne. Rozdzielnopłciowe; w rozwoju spotykana zarówno żyworodność, jak wylęganie się z jaj już ukształtowanych ślimaków oraz wylęganie się larw typu weliger.
Pobrzeżki jadane są od niepamiętnych czasów przez człowieka. Ślimaki z rodziny Littorinidae wykorzystuje się też do zwalczania glonów, porastających skrzynie, w których hodowane są ostrygi. Od ślimaków z rodzaju litoryna pochodzi nazwa jednej z faz rozwoju Bałtyku – Morza Litorynowego.

## Gatunki
W skład rodzaju Littorina wchodzą następujące współcześnie występujące gatunki:
- Littorina aleutica Dall, 1872
- Littorina arcana Hannaford-Ellis, 1978
- Littorina brevicula (R.A. Philippi, 1844)
- Littorina compressa Jeffreys, 1865
- Littorina fabalis (W. Turton, 1825)
- Littorina horikawai Matsubayashi & Habe, 1979
- Littorina kasatka D. Reid, Zaslavskaya & Sergievsky, 1991
- Littorina keenae Rosewater, 1978
- Littorina littorea (Linnaeus, 1758) – pobrzeżka pospolita
- Littorina mandshurica (Schrenck, 1862)
- Littorina natica D. Reid, 1996
- Littorina obtusata (Linnaeus, 1758)
- Littorina plena A. Gould, 1849
- Littorina saxatilis (Olivi, 1792)
- Littorina scutulata A. Gould, 1849
- Littorina sitkana R.A. Philippi, 1846
- Littorina squalida Broderip & G.B. Sowerby I, 1829
- Littorina subrotundata (P.P. Carpenter, 1864)

oraz gatunki wymarłe:
- Littorina aktschagylica A.A. Ali-Zade & Kabakova, 1969 †
- Littorina incompleta Deshayes, 1861 †
- Littorina islandica D. Reid, 1996 †
- Littorina melanoides (Deshayes, 1832) †
- Littorina mitis Deshayes, 1861 †
- Littorina monilis (Stilwell & Zinsmeister, 1992) †
- Littorina munieri Bayan, 1873 †
- Littorina petricola Arnold, 1908 †
- Littorina remondii Gabb, 1866 †
- Littorina sookensis B.L. Clark & Arnold, 1923 †
- Littorina submorgani Bohn-Havas, 1973 †
- Littorina variculosa Deshayes, 1861 †

Według bazy WoRMS gatunek Littorina saxatilis został opisany w ponad stu synonimicznych wersjach.